# جيم فريدريك
جيم فريدريك (بالإنجليزية: Jim Frederick)‏ هو صحفي أمريكي، ولد في 22 نوفمبر 1971، وتوفي في 31 يوليو 2014 في أوكلاند في الولايات المتحدة.